# 1638 en philosophie
Chronologie de la philosophie
- 1634
- 1635
- 1636
- 1637
- 1638
- 1639
- 1640
- 1641
- 1642

L’année 1638 a été marquée, en philosophie, par les événements suivants :

## Publications
- Torquato Accetto :  (it) Rime del signor Torquato Accetto, divise in amorose, lugubri, morali, sacre, et varie, Naples, Giacomo Gaffaro, 1638 (édition augmentée de l'ouvrage publié en 1621)

- Gaspard van Baerle : Medicea hospes.

- Tommaso Campanella : 
  - Universalis philosophiæ seu Metaphysicarum rerum, Paris, 1re éd. 1638. Rédigé en 1602-1623. Ed. abrégée par Giovanni Di Napoli, 3 t., Bologne, Zanichelli, 1967.
  - Metafisica. Universalis philosophia seu metaphysicarum rerum iuxta propria dogmata. Liber 1º (Paris 1638, rééd. Turin 1961), édition critique par P. Ponzio, Bari, Levante, Bari 1994.
  - Philosophia rationalis, Paris, 1re éd. 1638. Rédigé en 1612-1618. 5 traités comprenant la grammaire (1618), la dialectique, la rhétorique, la poésie, et l'histoire.

- Thomas Hobbes : De principiis, (1638-1639), National Library of Wales, Aberystwyth, MS 5297 ; publié par J. Jacquot et H.W. Jones en Appendice II de la Critique du « De Mundo » de Thomas White, 449-460 ; « De principiis. Notes de Herbert de Cherbury sur une version ancienne de De Corpore », traduction, introduction et notes par L. Borot, in Philosophie, no 23, été 1989, 3-21.

## Naissances
- 6 août à Paris : Nicolas Malebranche, mort à Paris le 13 octobre 1715, est un philosophe, prêtre oratorien et théologien français. Dans ses œuvres, il a cherché à synthétiser la pensée de saint Augustin et Descartes. Malebranche est surtout connu pour ses doctrines de la Vision des idées en Dieu et de l'occasionnalisme qui lui permettent de démontrer le rôle actif de Dieu dans chaque aspect du monde ainsi que l'entière dépendance de l'âme vis-à-vis de Dieu. Il est qualifié de « plus grand métaphysicien que la France ait jamais eu » par le philosophe catholique Étienne Gilson[1].

## Décès
- 12 août : Johannes Althusius (né en 1563[2]) est un philosophe et théologien réformé — allemand, syndic municipal de la ville d'Emden de 1604 jusqu'à sa mort, ce qui lui permit de mettre ses idées en pratique en défendant, conformément à son idéal d'autonomie à la base, les libertés de la cité face aux appétits du comte de Frise[3].

- 9 novembre : Johann Heinrich Alsted (né en mars 1588) est un théologien, philosophe et encyclopédiste protestant calviniste allemand.